# Mary Josephine Ray
Mary Josephine Ray (17 de maio de 1895 – 7 de março de 2010) foi uma supercentenária norte-americana que viveu aos 114 anos e 294 dias, a segunda pessoa mais idosa do mundo no momento da sua morte. Após a morte de Gertrude Baines, em 11 de Setembro de 2009, Ray tinha se tornado a pessoa mais velha dos Estados Unidos.